# Mohammad Anamul Haque
Mohammad Anamul Haque (bengalisch: মোহাম্মদ এনামুল হক; * 10. März 1980 in Sylhet) ist ein Badmintonspieler aus Bangladesch.

## Karriere
Mohammad Haque gewann bei den Südasienspielen 2010 Bronze mit dem bangladeschischen Herrenteam. Bei den Commonwealth Games 2014 startete er im Herrendoppel und im Herreneinzel. Im Doppel belegte er dabei Rang 17, im Einzel Rang 33.